# Güterumgehungsbahn Hannover
| |                                 |                                             |                                             |
| Streckennummer (DB): | 1750 1751 (Wunstorf–Gümmerwald) |                                             |                                             |
| Kursbuchstrecke (DB): | (nur Güterverkehr)              |                                             |                                             |
| Streckenlänge: | 43,3 km                         |                                             |                                             |
| Spurweite: | 1435 mm (Normalspur)            |                                             |                                             |
| Stromsystem: | 15 kV 16,7 Hz ~                 |                                             |                                             |
| Zugbeeinflussung: | PZB                             |                                             |                                             |
| |                                 |                                             |                                             |
| \| \| \| von Minden, von Bremen \| \| \| \| 0,0 \| Wunstorf (Keilbahnhof) \| Wunstorf (Keilbahnhof) \| \| \| \| (Überwerfungsbauwerk) \| \| \| \| 4,0 \| Gümmerwald (Abzw; höhenfrei) \| Gümmerwald (Abzw; höhenfrei) \| \| \| 5,1 \| Dedensen-Gümmer \| Dedensen-Gümmer \| \| \| \| Mittellandkanal \| \| \| \| \| Seelze (ab hier separate S-Bahnstrecke) \| \| \| \| 10,4 \| Seelze Rbf West \| Seelze Rbf West \| \| \| 12,3 \| Seelze Rbf \| Seelze Rbf \| \| \| \| nach Hannover-Hainholz/Hbf \| \| \| \| \| Stichkanal Linden \| \| \| \| \| Verbindungskurve von Abzw Kurve \| \| \| \| 15,8 \| Ahlem \| Ahlem \| \| \| \| Stadtbahnlinie 10 \| \| \| \| \| Lindener Hafen \| \| \| \| \| Stadtbahnlinie 9 \| \| \| \| 19,8 \| Hannover-Linden Hafen \| Hannover-Linden Hafen \| \| \| \| Empelder Kurve nach Altenbeken \| \| \| \| \| von Altenbeken \| \| \| \| \| von Küchengarten \| \| \| \| 22,4 \| Hannover-Linden \| Hannover-Linden \| \| \| 23,2 \| Hannover-Linden/Fischerhof \| Hannover-Linden/Fischerhof \| \| \| \| zum Lokalbahnhof/Hannover Süd bis 1909 \| \| \| \| \| Ihme \| \| \| \| \| Leine \| \| \| \| \| Hildesheimer Straße (Stadtbahn) \| \| \| \| 26,6 \| Hannover-Waldhausen (Abzw) \| Hannover-Waldhausen (Abzw) \| \| \| \| nach Hannover-Wülfel bzw. nach Hannover Hbf \| \| \| \| \| SFS und NSS (Richtungsbetrieb) \| \| \| \| \| von Hannover-Wülfel \| \| \| \| 27,8 \| Hannover-Waldheim (Abzw) \| Hannover-Waldheim (Abzw) \| \| \| \| Stadtbahnlinie 6 \| \| \| \| \| Stadtbahnlinie 5 \| \| \| \| \| Hannover–Braunschweig \| \| \| \| \| Mittellandkanal \| \| \| \| \| vom Hafen (bis 2003 auch vom Hbf) \| \| \| \| 34,6 \| Misburg \| Misburg \| \| \| \| A 7 \| \| \| \| \| \| \| \| \| \| \| \| \| \| \| Fernbahn, S-Bahn von Hannover \| \| \| \| 11,5 \| Ahlten \| Ahlten \| \| \| \| Lehrte-Ahlten (Mega Hub; Bft) \| \| \| \| 40,8 \| Lehrte West (Bft) \| Lehrte West (Bft) \| \| \| \| nach Lehrte Pbf \| \| \| \| \| von Lehrte Pbf \| \| \| \| 43,3 \| Lehrte Nord \| Lehrte Nord \| \| \| \| nach Celle \| \| \| \| \| \| \| \| Quellen: [1][2] \| \| \| \| |                                 |                                             |                                             |
| Strecke von rechts · Strecke von links |                                 | von Minden, von Bremen                      | von Minden, von Bremen                      |
| Bahnhof mit S-Bahn-Halt · Bahnhof mit S-Bahn-Halt | 0,0                             | Wunstorf (Keilbahnhof)                      | Wunstorf (Keilbahnhof)                      |
| Abzweig geradeaus und nach halblinks · Strecke nach halbrechts |                                 | (Überwerfungsbauwerk)                       | (Überwerfungsbauwerk)                       |
| Abzweig geradeaus und von halblinks · Strecke von halbrechts | 4,0                             | Gümmerwald (Abzw; höhenfrei)                | Gümmerwald (Abzw; höhenfrei)                |
| Strecke · S-Bahn-Halt | 5,1                             | Dedensen-Gümmer                             | Dedensen-Gümmer                             |
| Brücke über Wasserlauf · Brücke über Wasserlauf |                                 | Mittellandkanal                             | Mittellandkanal                             |
| Strecke · S-Bahnhof |                                 | Seelze (ab hier separate S-Bahnstrecke)     | Seelze (ab hier separate S-Bahnstrecke)     |
| Blockstelle · Strecke | 10,4                            | Seelze Rbf West                             | Seelze Rbf West                             |
| Dienststation / Betriebs- oder Güterbahnhof · Strecke | 12,3                            | Seelze Rbf                                  | Seelze Rbf                                  |
| Abzweig geradeaus und nach links · Strecke nach links |                                 | nach Hannover-Hainholz/Hbf                  | nach Hannover-Hainholz/Hbf                  |
| Brücke über Wasserlauf |                                 | Stichkanal Linden                           | Stichkanal Linden                           |
| Abzweig geradeaus und von links |                                 | Verbindungskurve von Abzw Kurve             | Verbindungskurve von Abzw Kurve             |
| Dienststation / Betriebs- oder Güterbahnhof | 15,8                            | Ahlem                                       | Ahlem                                       |
| Kreuzung mit U-Bahn geradeaus unten |                                 | Stadtbahnlinie 10                           | Stadtbahnlinie 10                           |
| Abzweig geradeaus und von links |                                 | Lindener Hafen                              | Lindener Hafen                              |
| Kreuzung mit U-Bahn geradeaus oben |                                 | Stadtbahnlinie 9                            | Stadtbahnlinie 9                            |
| Dienststation / Betriebs- oder Güterbahnhof | 19,8                            | Hannover-Linden Hafen                       | Hannover-Linden Hafen                       |
| Abzweig geradeaus und nach rechts |                                 | Empelder Kurve nach Altenbeken              | Empelder Kurve nach Altenbeken              |
| Kreuzung geradeaus oben · Strecke von rechts |                                 | von Altenbeken                              | von Altenbeken                              |
| Strecke · Abzweig geradeaus und ehemals von links |                                 | von Küchengarten                            | von Küchengarten                            |
| Dienststation / Betriebs- oder Güterbahnhof · Dienststation / Betriebs- oder Güterbahnhof | 22,4                            | Hannover-Linden                             | Hannover-Linden                             |
| Kreuzung mit U-Bahn geradeaus oben · S-Bahn-Turmhaltepunkt mit U-Bahn geradeaus oben | 23,2                            | Hannover-Linden/Fischerhof                  | Hannover-Linden/Fischerhof                  |
| Strecke · Abzweig geradeaus und ehemals nach links |                                 | zum Lokalbahnhof/Hannover Süd bis 1909      | zum Lokalbahnhof/Hannover Süd bis 1909      |
| Brücke über Wasserlauf · Brücke über Wasserlauf |                                 | Ihme                                        | Ihme                                        |
| Brücke über Wasserlauf · Brücke über Wasserlauf |                                 | Leine                                       | Leine                                       |
| Kreuzung mit U-Bahn geradeaus oben · Kreuzung mit U-Bahn geradeaus oben |                                 | Hildesheimer Straße (Stadtbahn)             | Hildesheimer Straße (Stadtbahn)             |
| Blockstelle · Blockstelle | 26,6                            | Hannover-Waldhausen (Abzw)                  | Hannover-Waldhausen (Abzw)                  |
| Verschwenkung nach links und nach rechts · Verschwenkung nach links |                                 | nach Hannover-Wülfel bzw. nach Hannover Hbf | nach Hannover-Wülfel bzw. nach Hannover Hbf |
| Abzweig quer, nach rechts und von rechts · Kreuzung geradeaus oben · Abzweig quer und nach links |                                 | SFS und NSS (Richtungsbetrieb)              | SFS und NSS (Richtungsbetrieb)              |
| Strecke nach links · Abzweig geradeaus und von rechts |                                 | von Hannover-Wülfel                         | von Hannover-Wülfel                         |
| Blockstelle | 27,8                            | Hannover-Waldheim (Abzw)                    | Hannover-Waldheim (Abzw)                    |
| Kreuzung mit U-Bahn geradeaus oben |                                 | Stadtbahnlinie 6                            | Stadtbahnlinie 6                            |
| Kreuzung mit U-Bahn geradeaus oben |                                 | Stadtbahnlinie 5                            | Stadtbahnlinie 5                            |
| Kreuzung geradeaus oben |                                 | Hannover–Braunschweig                       | Hannover–Braunschweig                       |
| Brücke über Wasserlauf |                                 | Mittellandkanal                             | Mittellandkanal                             |
| Abzweig geradeaus und von links |                                 | vom Hafen (bis 2003 auch vom Hbf)           | vom Hafen (bis 2003 auch vom Hbf)           |
| Dienststation / Betriebs- oder Güterbahnhof | 34,6                            | Misburg                                     | Misburg                                     |
| Strecke mit Straßenbrücke |                                 | A 7                                         | A 7                                         |
| Strecke nach halblinks |                                 |                                             |                                             |
| Strecke von halbrechts |                                 |                                             |                                             |
| Strecke von rechts · Strecke von rechts · Strecke |                                 | Fernbahn, S-Bahn von Hannover               | Fernbahn, S-Bahn von Hannover               |
| ehemaliger Haltepunkt / Haltestelle · S-Bahn-Halt · ehemaliger Haltepunkt / Haltestelle | 11,5                            | Ahlten                                      | Ahlten                                      |
| Strecke · Dienststation / Betriebs- oder Güterbahnhof · Dienststation / Betriebs- oder Güterbahnhof |                                 | Lehrte-Ahlten (Mega Hub; Bft)               | Lehrte-Ahlten (Mega Hub; Bft)               |
| Dienststation / Betriebs- oder Güterbahnhof · Dienststation / Betriebs- oder Güterbahnhof · Dienststation / Betriebs- oder Güterbahnhof | 40,8                            | Lehrte West (Bft)                           | Lehrte West (Bft)                           |
| Strecke nach rechts · Strecke nach rechts · Strecke |                                 | nach Lehrte Pbf                             | nach Lehrte Pbf                             |
| Abzweig geradeaus und von rechts |                                 | von Lehrte Pbf                              | von Lehrte Pbf                              |
| Dienststation / Betriebs- oder Güterbahnhof | 43,3                            | Lehrte Nord                                 | Lehrte Nord                                 |
| Strecke |                                 | nach Celle                                  | nach Celle                                  |
| |                                 |                                             |                                             |
| Quellen: |                                 |                                             |                                             |

Die Güterumgehungsbahn Hannover soll den dortigen Hauptbahnhof und das Stadtzentrum vom durchgehenden Güterverkehr entlasten. Sie trennt auf zuführenden Strecken den Personen- vom Güterverkehr und führt letzteren als Umgehungsbahn durch westliche und südliche Randgebiete.

## Strecken
Die Güterumgehungsbahn Hannover führt von Wunstorf über Seelze und die hannoverschen Stadtteile Ahlem, Limmer, Linden, Waldhausen, Waldheim, Kirchrode und Misburg-Süd nach Lehrte. Die 44 Kilometer lange Bahnstrecke entlastet die Ost-West-Verbindungsstrecken ebenso wie die Nord-Süd-Verbindungen. Am Westkopf des Bahnhofs Wunstorf zweigt sie von der Strecke Hannover–Minden ab und verläuft südlich zu ihr parallel. Eine zweite Strecke zweigt in Wunstorf auf der nördlichen Seite von der Strecke Wunstorf–Bremen ab und verläuft zunächst nördlich der Personenzuggleise. Östlich des Bahnhofs überquert die Strecke dann die Hauptstrecke und fädelt an der Abzweigstelle Gümmerwald höhenfrei in die Güterstrecke ein. Von dort verläuft die Güterumgehungsbahn weiter nach Seelze, überquert im südlichen Stadtbereich die Strecken Hannover–Altenbeken und Hannover–Kassel und bindet am Nord- und Ostkopf des Bahnhofs Lehrte an die Strecken nach Celle und Hamburg, nach Wolfsburg, nach Braunschweig und nach Hildesheim an.
Die Güterumgehungsbahn Hannover ist über Verbindungskurven an die folgenden zulaufenden Strecken angebunden:
- Seelze–Hannover Hgbf (von Seelze und von Ahlem)
- Hannover–Altenbeken
- Hannover–Göttingen (von Waldhausen und von Waldheim)
- Hannover–Lehrte (Das Verbindungsgleis Tiergarten–Misburg ist seit 2003 abgebunden)

## Geschichte

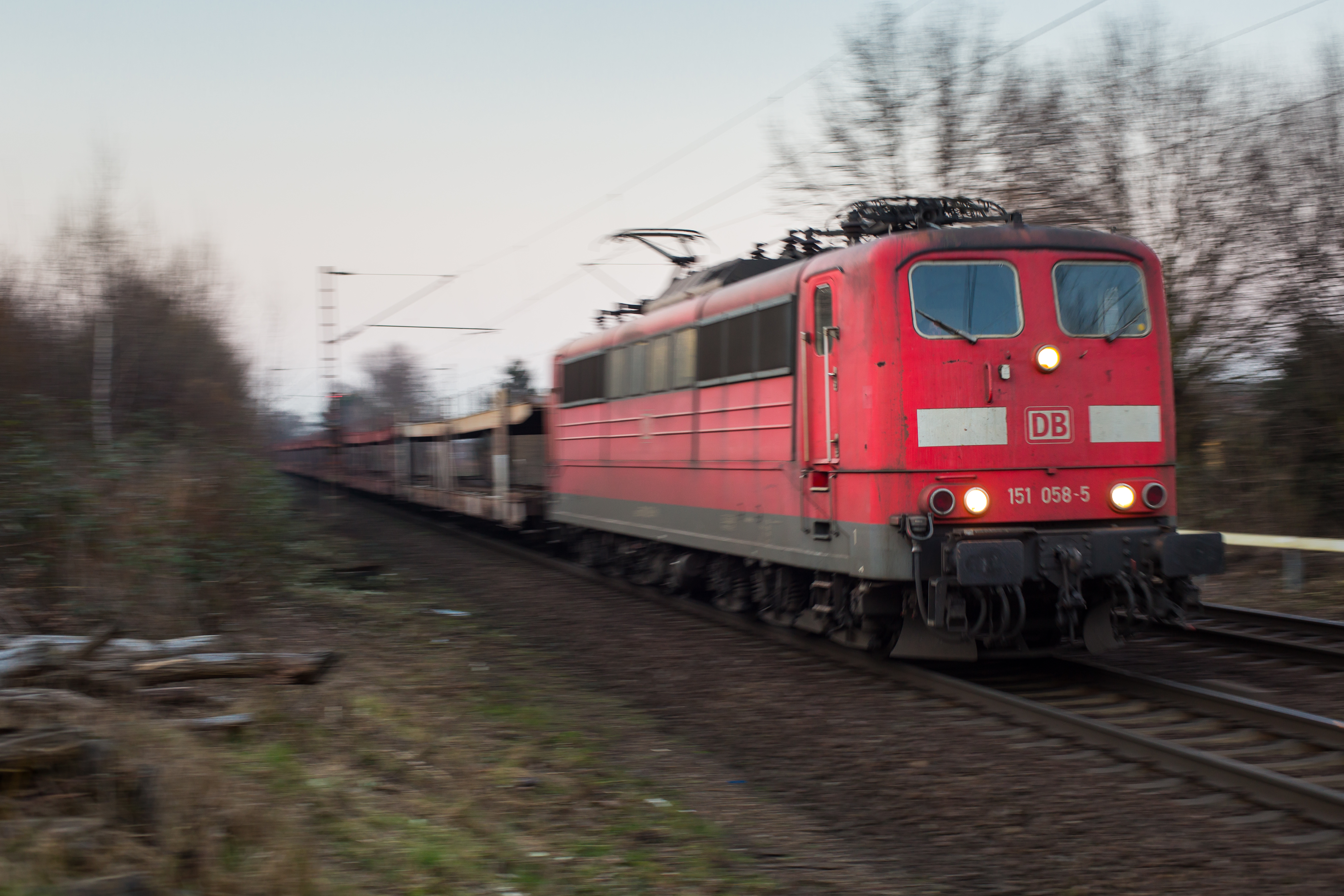
Ein Güterzug unterwegs in Hannover-Ahlem/Limmer, auf Höhe von Kilometer 15,8. Dieser Abschnitt ging am 1. Mai 1909 in Betrieb.

In den 30 Jahren zwischen 1875 und 1905 nahm die Einwohnerzahl Hannovers um mehr als das Doppelte zu. Dadurch erhöhte sich auch das Verkehrsaufkommen bei der Eisenbahn erheblich, sowohl beim Personen- als auch beim Güterverkehr. Wurden im Jahr 1886 noch 1,04 Millionen Tonnen Güter in Hannover mit der Bahn transportiert, so waren es 1905 fast 2,5 Millionen Tonnen. Den größten Zuwachs hatte der Bereich Misburg, hier stieg die Tonnage um 1060 %. Die meisten Güterzüge im Raum Hannover verkehrten auf der Strecke Wunstorf–Lehrte, von 1880 bis 1906 wuchs die Zahl der täglichen Züge von 68 auf 237. Infolgedessen kam es auf der zweigleisigen Strecke immer wieder zu Stockungen, besonders im Bereich um den Hauptbahnhof. Kreuzende Güterzüge sorgten hier dafür, dass die Einfahrt für Personenzüge lange Zeit gesperrt werden musste, Lokomotiven konnten oft nicht in das nahegelegene Betriebswerk überführt werden. Zur Entschärfung dieser Situation plante die Stadt eine Güterumgehungsbahn, für die erstmals 1872 Pläne entstanden.
Das erste Konzept sah vor, die Züge auf der Nordseite der Eilenriede um das Stadtgebiet zum Güterbahnhof Hainholz zu leiten. Diese Idee wurde nie verwirklicht, stattdessen begannen 1890 die Vorarbeiten für eine Umgehungsbahn Lehrte–Linden–Letter. Weitere Verzögerungen lagen an der ungeklärten Finanzierung, unzureichenden Kompromisslösungen und Einsprüchen des Militärs. Im Sommer 1904 regelte schließlich ein Gesetz die Vergabe eines Bankkredites für den Bau der Strecke und die Arbeiten begannen umgehend. Die Güterumgehungsbahn konnte zum 1. Mai 1906 ihren Betrieb aufnehmen, zunächst nur im Abschnitt von Kirchrode bis Lehrte. Genau drei Jahre später war der Abschnitt Wunstorf–Seelze–Linden/Fischerhof fertiggestellt, zwei Monate später ließ sich die Strecke durchgehend bis Misburg befahren. Weitere Bauten und Hochlegungen erfolgten noch bis ins Jahr 1912, sodass die Bauzeit für die ursprüngliche Güterumgehungsbahn insgesamt sieben Jahre betrug.
Mit der Fertigstellung der Ahlemer Kurve zwischen der Güterumgehungsbahn und der Güterstrecke Seelze–Hainholz konnten ab 2. Juni 1957 auch Güterzüge aus dem Osten und Süden den Güterbahnhof Hainholz erreichen, ohne den Hauptbahnhof passieren zu müssen.
1973 wurde mit dem Bau der Empelder Verbindungskurve zur Strecke nach Hameln–Altenbeken eine direkte Verbindung vom Rangierbahnhof Seelze geschaffen. Zuvor nutzten Güterzüge teilweise noch die Süntelbahn, welche danach abschnittsweise aufgegeben wurde. Die letzten größeren Erweiterungen waren 2008 die Umbauten östlich vom Bahnhof Lehrte, um eine kreuzungsfreie Ein- und Ausfahrt der Güterzüge von und nach Wolfsburg, Braunschweig und Hildesheim zu ermöglichen.
2012 wurde die alte Stahlgitterbrücke über die Ihme östlich des Bahnhofs Linden/Fischerhof durch eine Stahlbetonbrücke ersetzt. Dabei brach die Tragkonstruktion in der Nacht vom 1. auf den 2. Dezember 2012 beim Einschieben zusammen. Die 120 Meter lange Brückenkonstruktion wurde beschädigt. Die Fertigstellung verzögerte sich jedoch nur unwesentlich und konnte noch im gleichen Monat abgeschlossen werden.

## Betrieb
| Güterzugaufkommen in den Hauptkorridoren um Hannover | Güterzugaufkommen in den Hauptkorridoren um Hannover | Güterzugaufkommen in den Hauptkorridoren um Hannover | Güterzugaufkommen in den Hauptkorridoren um Hannover |
| --- | ---------------------------------------------------- | ---------------------------------------------------- | ---------------------------------------------------- |
| Güterzüge | pro Tag (2007)                                       | daraus errechnet                                     | daraus errechnet                                     |
| Güterzüge | pro Tag (2007)                                       | pro Std.                                             | Abstand in Minuten                                   |
| Hamburg – Hannover | 200                                                  | 8,3                                                  | 7,2                                                  |
| Bremen – Hannover | 150                                                  | 6,3                                                  | 9,6                                                  |
| Hannover – Fulda/Gießen | 250                                                  | 10,4                                                 | 5,8                                                  |
| Minden – Hannover – Braunschweig – Magdeburg | 160                                                  | 6,7                                                  | 9,0                                                  |
| Quelle: Schienennetz 2025/2030: Ausbaukonzeption für einen leistungsfähigen Schienen- güterverkehr in Deutschland Dort tägliches Aufkommen. Umgerechnet auf 24 Std. pro Tag und Abstand in Minuten. Zusätzlich Züge des Personenverkehrs, dadurch sind Zugfolgen noch dichter |                                                      |                                                      |                                                      |

Die Güterumgehungsbahn Hannover gehört zu den im Güterverkehr wichtigsten zweigleisigen Bahnstrecken in Deutschland. Durch die Überlagerung von Seehafen-Hinterland-Verkehren der Nord-Süd-Richtung mit den West-Ost-Verkehren rollen die Züge bis auf eine relative Ruhe am Montagmorgen praktisch durchgehend. Dadurch, dass parallele Strecken rückgebaut wurden oder nicht elektrifiziert sind (wie die Bahnstrecke Löhne–Elze), ist eine so starke Konzentration eingetreten, dass minimale Störungen bereits den Schienengüterverkehr bremsen. Bei Lokführern heißt sie deshalb auch „Güterschleichweg“.
Durch die Verbindung zwischen den Zulaufstrecken von Hamburg über Verden oder Celle und die Abfuhr über Hameln–Altenbeken oder die Nord-Süd-Strecke können Züge von Norden sowohl nach Westen wie auch nach Osten die Verbindung nutzen.

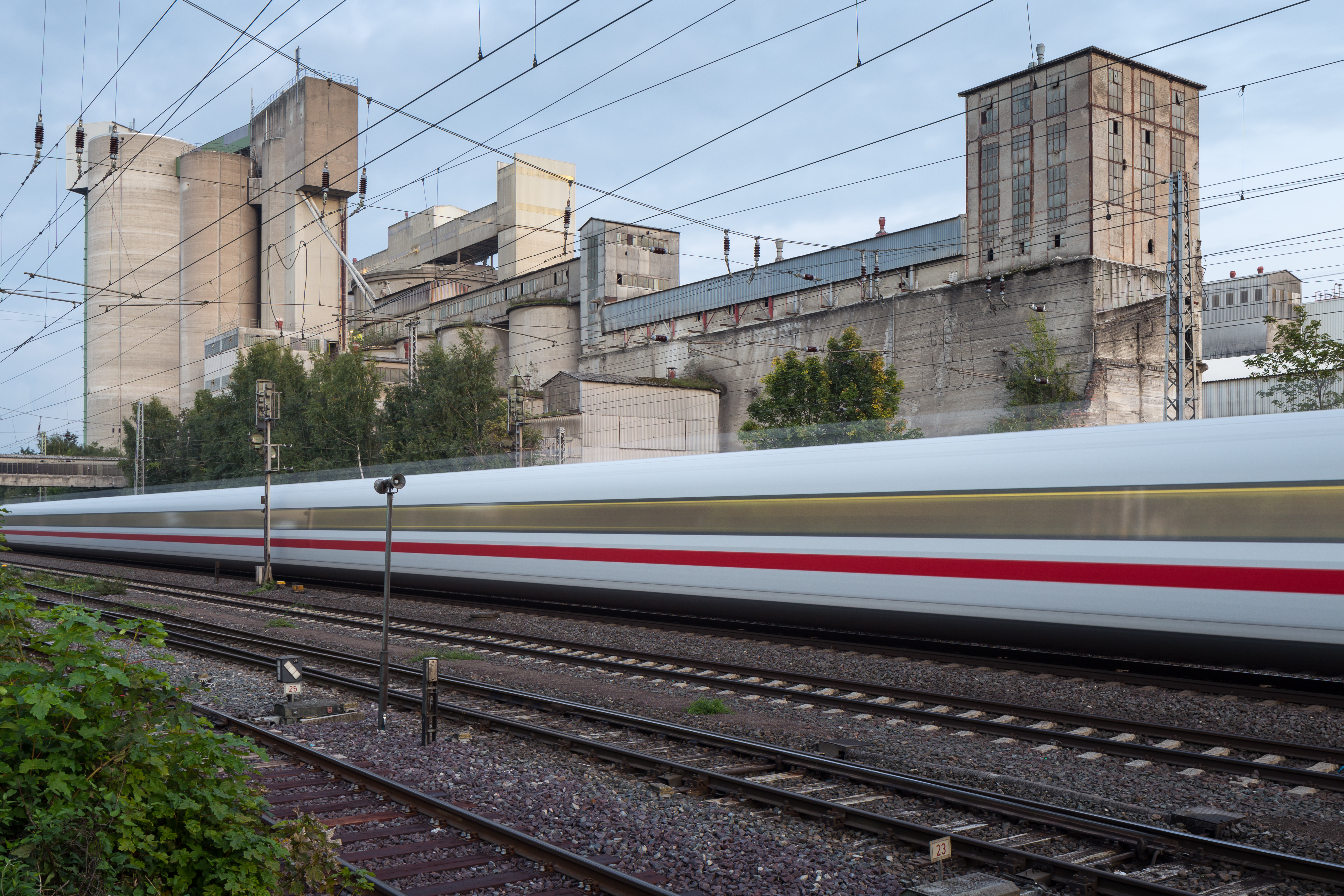
ICE Sprinter auf der Güterumgehungsbahn nahe dem Zementwerk in Hannover-Misburg

Reisezüge, die nicht in Hannover Hauptbahnhof halten, nutzen die Strecke bisweilen, so der ICE Sprinter Berlin–Frankfurt–Süddeutschland oder der FlixTrain Berlin–Stuttgart. Auch Verbindungen anlässlich der Hannover Messe zum Messebahnhof gehören mehrmals im Jahr dazu. Zeitweilig wurde auch der Locomore über die Güterumgehungsbahn geleitet. 
Bei Sonderverkehren oder Bauarbeiten kommt ihr eine zusätzliche Funktion zu. Bei Arbeiten am Ostkopf Hannover Hbf werden z. B. die S-Bahn-Züge Weetzen–Hannover über die Empelder Kurve und Ahlem gefahren. Auch der westliche Ast von Wunstorf bis zur Trennung der Güterumgehungsbahn von der Strecke Wunstorf–Hannover hat in Ausnahmefällen Personenverkehr. In Seelze ist ein stillgelegter Bahnsteig (Gleis 5) in Richtung Wunstorf vorhanden, in Dedensen-Gümmer befindet sich ebenfalls ein Bahnsteig an der Strecke (Gleis 3 am Richtungsgleis Wunstorf, beschildert „in Richtung Hannover“). Ahlten ist ebenfalls mit zwei stillgelegten Bahnsteigen für den Umleitungsfall ertüchtigt gewesen, die Bahnsteige selbst sowie die Beleuchtungseinrichtungen sind jedoch noch vorhanden.

## Brückenbauwerke und Oberbau

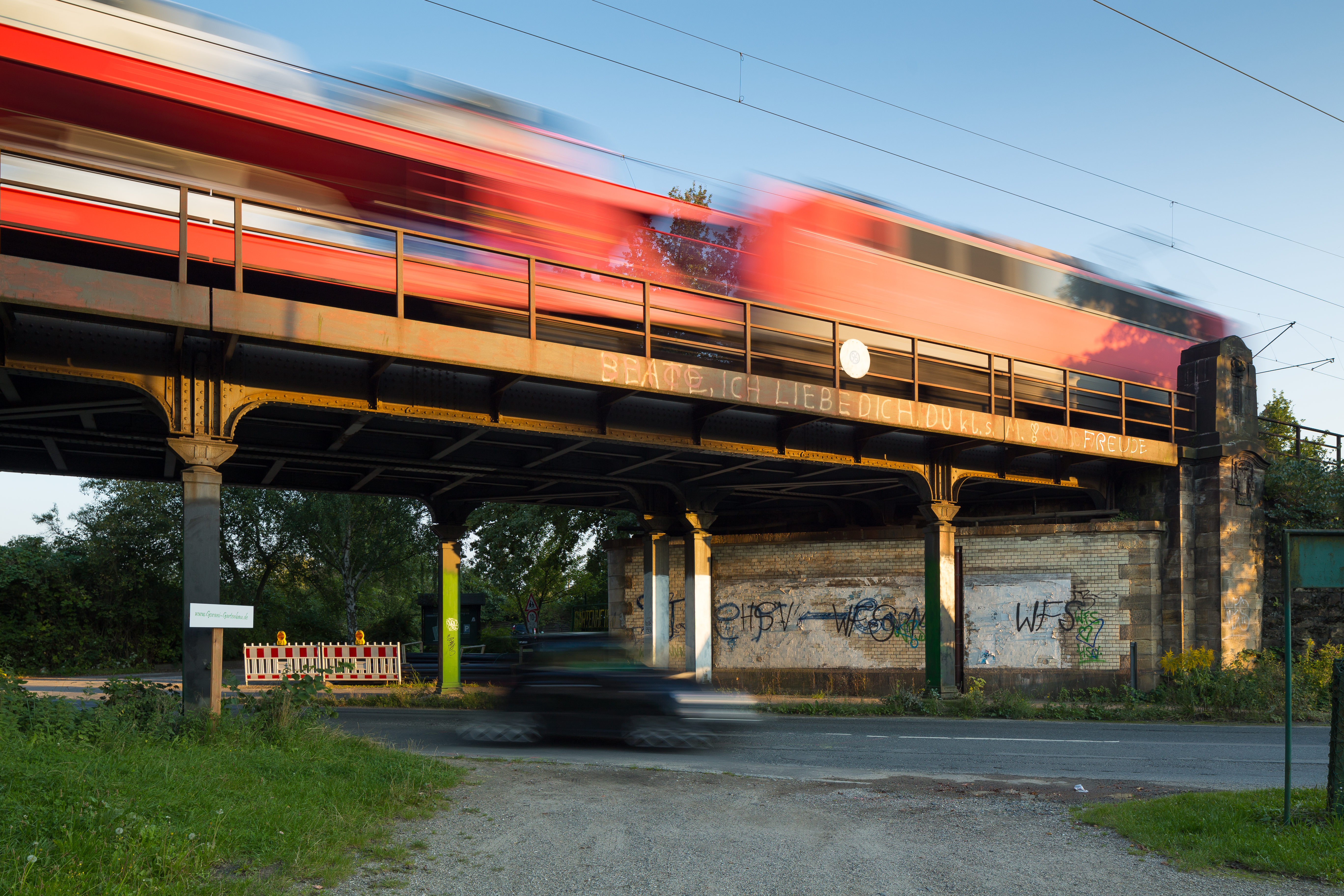
Denkmalgeschützte, aber baufällige Brücke über die Lange-Feld-Straße im Stadtteil Kirchrode. Über den Zustand dieser Brücke berichtete sogar die überregionale Presse. Im Jahr 2019 durch Neubau ersetzt.

Zwischen Ahlem und Misburg befindet sich die Trasse nahezu durchgehend auf einem Damm, der häufig Wasserläufe und Verkehrswege schneidet. Die Brücken entstanden mit dem Bau der Umgehungsbahn und wurden später fast alle unter Denkmalschutz gestellt. Viele von ihnen zeichnen sich aus durch kunstvolle Sandstein-Pylone aus, besitzen Geländer mit Jugendstilformen oder erhielten Stahlfachwerke.:167-8 Nach über 100 Jahren befinden sich die meisten Brücken in einem schlechten bis sehr schlechten Erhaltungszustand und bedürfen einer grundlegenden Sanierung oder müssen durch Neubauten ersetzt werden. So wich die denkmalgeschützte Stahlfachwerkbrücke in der Ricklinger Masch 2012/13 einer neuen Stahlbetonkonstruktion. Im Jahr 2016/2017 wurde eine erste Serie von Brücken im östlichen Bereich durch Neubauten ersetzt („Brückenserie 1“). Im Jahr 2018/2019 wurde eine zweite Serie von Brücken (Ziegelstraße, Wunstorfer Landstraße, Davenstedter Straße, Fösse-Grünzug) fertiggestellt.
Viele der Brücken sind durch Verbreiterung der Verkehrswege mehrfach in ihrer lichten Weite vergrößert worden. So wurde die zunächst zwei Gleise überspannende Brücke über die Strecke nach Göttingen mit dem Bau der Schnellfahrstrecke Hannover–Würzburg auf die Breite von vier Gleisen verlängert. Vor der EXPO 2000 wurde die Durchfahrt nochmals um ein S-Bahn-Gleis erweitert. In den Jahren seit 2000 sind Gleise und Weichen mit Betonschwellen B70 und Schienenprofil UIC 60 erneuert worden.
Tabelle der Brückenbauwerke entlang der Güterumgehungsbahn in Hannover, sortiert von West nach Ost. Die Angaben zum Denkmalschutz basieren auf dem Verzeichnis der Baudenkmale von 1985:
| Nr | Bild | Querung                                             | Stadtteil(e)                               | Lage | Baujahr | Bemerkungen                                                                                   |
| -- | ---- | --------------------------------------------------- | ------------------------------------------ | ---- | ------- | --------------------------------------------------------------------------------------------- |
| 1  |      | Klöcknerstraße (L 395)                              | Letter                                     | Lage |         |                                                                                               |
| 2  |      | Zweigkanal Linden                                   | Ahlem                                      | Lage |         | denkmalgeschützt:26                                                                           |
| 3  |      | Zweigkanal Linden (Verbindungskurve)                | Ahlem                                      | Lage |         | denkmalgeschützt:26                                                                           |
| 4  |      | Ziegelstraße                                        | Ahlem                                      | Lage | 2018    | denkmalgeschützt:57                                                                           |
| 5  |      | Rosenbuschweg                                       | Ahlem                                      | Lage |         |                                                                                               |
| 6  |      | Wunstorfer Straße (B 441)                           | Ahlem, Limmer                              | Lage | 2018    |                                                                                               |
| 7  |      | Davenstedter Straße                                 | Davenstedt, Limmer, Linden                 | Lage | 2018    |                                                                                               |
| 8  |      | Nebenweg der Schörlingstraße                        | Linden                                     | Lage |         |                                                                                               |
| 9  |      | Fösse, Fußweg                                       | Linden                                     | Lage | 2018    |                                                                                               |
| 10 |      | Badenstedter Straße                                 | Badenstedt, Linden                         | Lage |         |                                                                                               |
| 11 |      | Auf den Kirchstücken                                | Badenstedt                                 | Lage |         |                                                                                               |
| 12 |      | An den Papenstücken (Radweg)                        | Badenstedt                                 | Lage |         |                                                                                               |
| 13 |      | Bahnstrecke Hannover–Weetzen                        | Badenstedt / Bornum                        | Lage |         |                                                                                               |
| 14 |      | Körtingsdorfer Weg                                  | Badenstedt / Bornum                        | Lage |         |                                                                                               |
| 15 |      | Ritter-Brüning-Straße, Friedrich-Ebert-Straße (B 6) | Linden / Ricklingen                        | Lage |         |                                                                                               |
| 16 |      | Ricklinger Stadtweg                                 | Linden / Ricklingen                        | Lage | 2006    | bei S-Bahn Haltestelle Fischerhof                                                             |
| 17 |      | Stammestraße                                        | Ricklingen / Linden-Süd                    | Lage |         | denkmalgeschützt:55, 167-8                                                                    |
| 18 |      | Ihme / Ricklinger Masch                             | Ricklingen / Linden-Süd                    | Lage | 2013    | denkmalgeschützte:26                                                                          |
| 19 |      | Wasserfehdeweg                                      | Ricklingen                                 | Lage |         |                                                                                               |
| 20 |      | Leine und Karl-Thiele-Weg                           | Südstadt / Döhren / Ricklingen             | Lage |         | denkmalgeschützt:8                                                                            |
| 21 |      | Radweg, Fahrweg                                     | Döhren                                     | Lage |         |                                                                                               |
| 22 |      | Schützenallee                                       | Döhren                                     | Lage |         |                                                                                               |
| 23 |      | Heuerstraße (West) Fuß- und Radweg                  | Waldhausen / Döhren                        | Lage |         |                                                                                               |
| 24 |      | Heuerstraße                                         | Waldhausen / Döhren                        | Lage |         | denkmalgeschützt:39                                                                           |
| 25 |      | Hildesheimer Straße                                 | Waldhausen / Döhren                        | Lage |         | denkmalgeschützte:39 Brücke durch Neubau ersetzt, Schmuck-Pylone erhalten (siehe auch: hier). |
| 26 |      | Wiener Straße                                       | Waldhausen / Döhren                        | Lage |         | denkmalgeschützt:39                                                                           |
| 27 |      | Borriesstraße                                       | Waldhausen / Döhren                        | Lage |         |                                                                                               |
| 28 |      | Bahnstrecke Hannover–Göttingen                      | Waldhausen / Döhren / Waldheim / Seelhorst | Lage |         |                                                                                               |
| 29 |      | Liebrechtstraße                                     | Waldheim / Seelhorst                       | Lage |         |                                                                                               |
| 30 |      | Am Schafbrinke                                      | Waldheim / Seelhorst                       | Lage |         | denkmalgeschützt:39                                                                           |
| 31 |      | Lenzbergweg                                         | Waldheim / Seelhorst                       | Lage |         |                                                                                               |
| 32 |      | Messeschnellweg (B3)                                | Waldheim / Seelhorst / Bemerode            | Lage |         |                                                                                               |
| 33 |      | Bemeroder Straße                                    | Kirchrode                                  | Lage | 1998    | denkmalgeschützte:43 Brücke 1998 durch Neubau ersetzt, Schmuck-Pylone erhalten                |
| 34 |      | Lange-Feld-Straße                                   | Kirchrode                                  | Lage | 2017    | denkmalgeschützt:43                                                                           |
| 35 |      | Lothringer Straße                                   | Kirchrode                                  | Lage | 2003    | denkmalgeschützte:43 Brücke 2003 durch Neubau ersetzt, Sandstein-Verkleidung erhalten         |
| 36 |      | Metzer Straße                                       | Kirchrode                                  | Lage |         | denkmalgeschützt:45                                                                           |
| 37 |      | Tiergartenstraße                                    | Kirchrode                                  | Lage |         | denkmalgeschützt:45                                                                           |
| 38 |      | Kühnsstraße                                         | Kirchrode                                  | Lage |         | denkmalgeschützt:45                                                                           |
| 39 |      | Hermann-Löns-Park / Tiergarten, erste Brücke        | Kirchrode / Kleefeld                       | Lage | 2017    | denkmalgeschützt:45                                                                           |
| 40 |      | Hermann-Löns-Park / Tiergarten, zweite Brücke       | Kirchrode / Kleefeld                       | Lage |         | denkmalgeschützt:45                                                                           |
| 41 |      | Bahnstrecke Hannover–Lehrte                         | Anderten                                   | Lage |         |                                                                                               |
| 42 |      | Mittellandkanal                                     | Misburg-Süd                                | Lage | 2008    |                                                                                               |

## Lärm und Lärmschutz

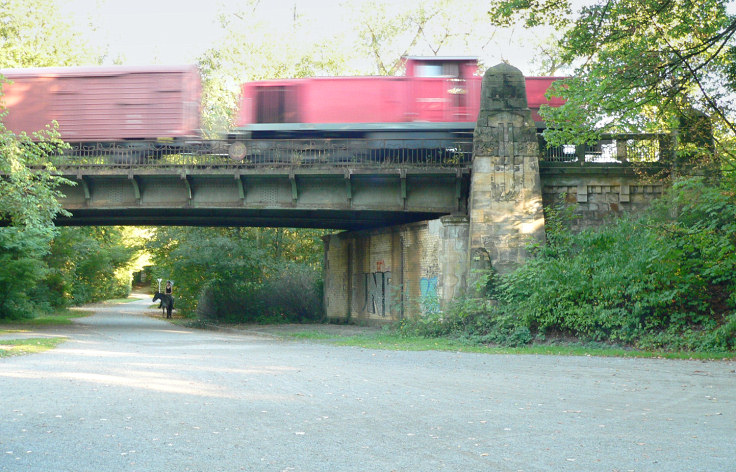
Zugverkehr im Hermann-Löns-Park, im Osten Hannovers. Da die Strecke dort durch unbesiedeltes Gebiet führt, wurden keine Lärmschutzwände errichtet.

Bei ihrem Bau führte die Strecke noch durch ländliches Gebiet. Insbesondere in der Stadt Hannover sind die besiedelten Gebiete immer näher an die Strecke herangewachsen. Als ab 1990 vermehrt lärmintensive Reichsbahn-Diesellokomotiven der Baureihe 132 zum Einsatz kamen, bildete sich eine Bürgerinitiative für mehr Lärmschutz an der Strecke. Die Bundestagsabgeordnete und spätere Bundesministerin Edelgard Bulmahn, durch deren Wahlkreis die Strecke zu einem großen Anteil verläuft, unterstützte die Forderung. Die Strecke gehörte zu den ersten, welche nach der Bereitstellung von Haushaltsmitteln für Lärmschutz an vorhandenen Eisenbahnstrecken (= Lärmsanierung) durch den Deutschen Bundestag einen entsprechenden Schutz bekamen.
Die Lärmausbreitung und -belastung durch den Schienenverkehr entlang der Güterumgehungsbahn ist aus der bundesweiten Schienenlärmkartierung ersichtlich, die vom Eisenbahn-Bundesamt auf der Grundlage der EG-Umgebungslärmrichtlinie von 2002 erstellt und veröffentlicht wurde. Die Lärmbelastungen während der Nachtstunden (22 bis 6 Uhr, LNight) mit ihrem hohen Aufkommen an Güterzügen zeigen die entsprechenden Karten.